# The Dark Romance of a Tobacco Tin
The Dark Romance of a Tobacco Tin er en amerikansk stumfilm fra 1911.

## Medvirkende
- Francis X. Bushman som George M. Jackson
- Harry Cashman som Harvey Dickson
- Bryant Washburn
- Frank Dayton